# Amaranthe
Amaranthe (inicialmente denominados Avalanche) es una agrupación sueca de heavy metal surgida en 2008 cuando Jake E (Dreamland, ex-Dream Evil) y Olof Mörck (Dragonland, Nightrage) se juntaron y decidieron crear un nuevo proyecto musical juntos. Su música fusiona tintes que van desde el metal extremo, thrash, rock industrial, rock alternativo, nu metal, hasta pop rock moderno.  

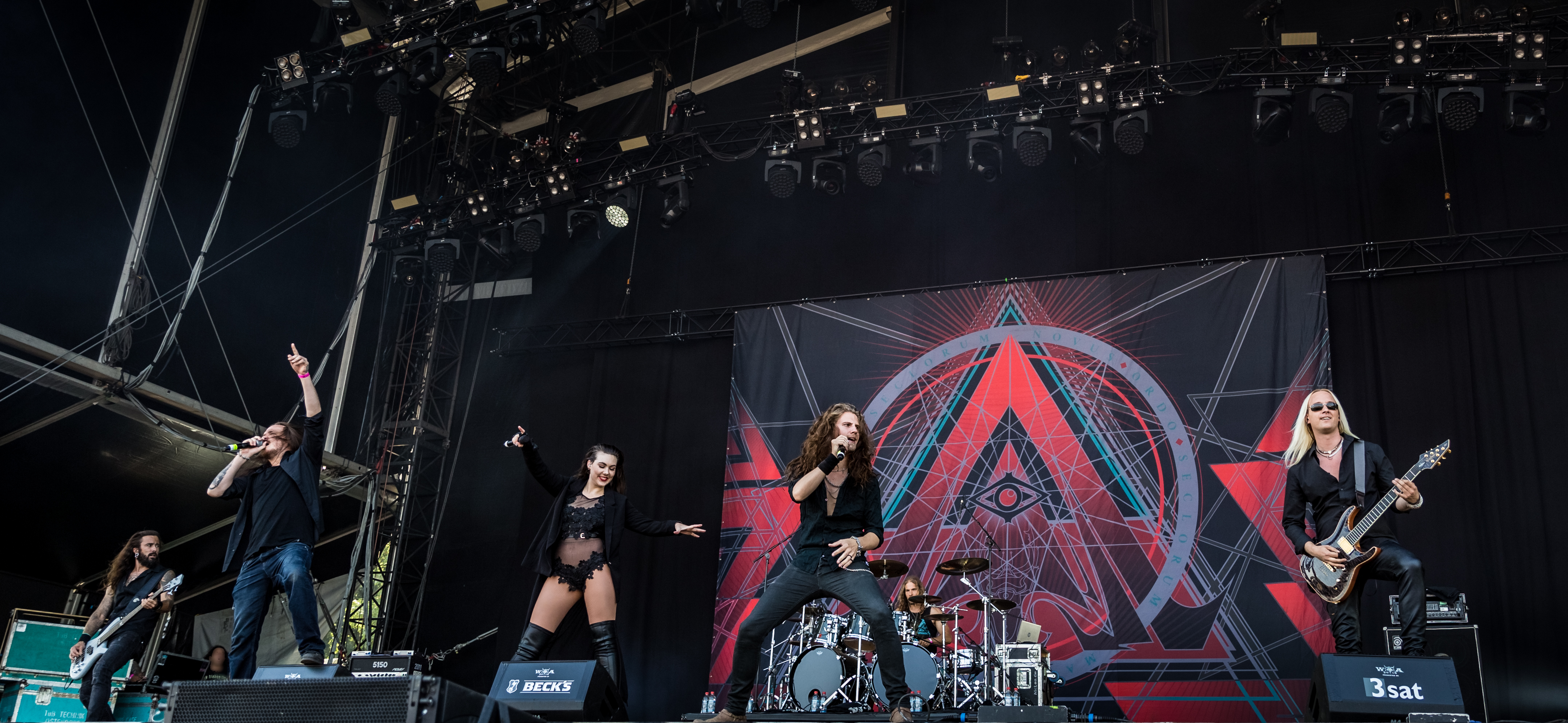
Amaranthe - Wacken Open Air 2018

El proyecto empezó a tomar forma con la llegada de la vocalista Elize Ryd (quien previamente colaboró con Kamelot y Dragonland), el vocalista Andreas Solveström (Cipher System, Within Y), el batería danés Morten Løwe Sørensen (The Cleansing, Koldborn, Mercenary) y finalmente la llegada del bajista Johan Andreassen (Engel). 
En el año 2009 se vieron forzados a cambiar su nombre de Avalanche a Amaranthe por cuestiones legales y ese mismo año grabaron una primera demo oficial denominada Leave Everything Behind.
Tras un periodo de grabación en Dinamarca durante el verano de 2010, sale a la luz el disco debut de nombre homónimo en 2011 y fue editado previamente en Europa y Japón. En sus principios obtuvo una acogida muy buena en Suecia y Finlandia.

## Miembros

### Miembros actuales
- Elize Ryd - Vocalista Principal - Voz limpia femenina (2008-presente)
- Olof Mörck - Guitarras y Teclados (2008-presente)
- Johan Andreassen - Bajo (2010-presente)
- Morten Løwe Sørensen - Batería (2008-presente)
- Nils Molin - Voz limpia masculina (2017-presente)
- Mikael Sehlin - Voz gutural (2023-presente)

### Miembros anteriores
- Henrik Englund Wilhelmsson - Voz gutural (2013-2022)
- Andreas Solveström - Voz gutural (2008-2013)
- Joacim "Jake E" Lundberg - Voz limpia masculina (2008–2017), bajo (2008–2009)

### Músicos invitados
- Samy Elbanna - Voz gutural (2022, presentaciones en vivo)

Cronología

## Discografía

### Discos de estudio
| Año  | Álbum |
| ---- | --- |
| 2011 | Amaranthe - Lanzamiento: 13 de abril de 2011 - Sello discográfico: Spinefarm Records                                                                   |
| 2013 | The Nexus - Lanzamiento: 22 de marzo de 2013 - Sello discográfico: Spinefarm Records                                                                   |
| 2014 | Massive Addictive - Lanzamiento: 15, 17, 20 y 21 de octubre de 2014 (Japón, Europa, UK, y USA respectivamente) - Sello discográfico: Spinefarm Records |
| 2016 | Maximalism - Lanzamiento: 21 de octubre de 2016 - Sello discográfico: Spinefarm Records                                                                |
| 2018 | Helix - Lanzamiento: 19 de octubre de 2018 - Sello discográfico: Spinefarm Records                                                                     |
| 2020 | Manifest - Lanzamiento: 2 de octubre de 2020 - Sello discográfico: Nuclear Blast                                                                       |
| 2024 | The Catalyst - Lanzamiento: 23 de febrero de 2024 - Sello discográfico: Nuclear Blast                                                                  |

### Demo
| Año  | Álbum                                                                          |
| ---- | ------------------------------------------------------------------------------ |
| 2009 | Leave Everything Behind - Lanzamiento:2009 - Sello discográfico: Independiente |

### Sencillos
| Año  | Título               | Álbum       |
| ---- | -------------------- | ----------- |
| 2011 | Hunger               | Amaranthe\| |
| 2011 | Rain                 | Amaranthe   |
| 2011 | Amaranthine          | Amaranthe   |
| 2012 | 1.000.000 Lightyears | Amaranthe   |
| 2013 | The Nexus            | The Nexus   |
| 2013 | Burn With Me         | The Nexus   |
| 2016 | Fury                 | Maximalism  |
| 2016 | That Song            | Maximalism  |
| 2016 | Maximize             | Maximalism  |
| 2017 | Boomerang            | Maximalism  |
| 2018 | 365                  | Helix       |
| 2020 | Strong               | Manifest    |

## Videoclips
| Año  | Título               | Álbum             | Director         |
| ---- | -------------------- | ----------------- | ---------------- |
| 2011 | Hunger               | Amaranthe         | Patric Ullaeus   |
| 2011 | Amaranthine          | Amaranthe         | Patric Ullaeus   |
| 2012 | 1.000.000 Lightyears | Amaranthe         | Patric Ullaeus   |
| 2013 | The Nexus            | The Nexus         | Patric Ullaeus   |
| 2013 | Burn With Me         | The Nexus         | Patric Ullaeus   |
| 2013 | Invincible           | The Nexus         | Patric Ullaeus   |
| 2014 | Drop Dead Cynical    | Massive Addictive | Patric Ullaeus   |
| 2015 | Digital World        | Massive Addictive | Patric Ullaeus   |
| 2015 | True                 | Massive Addictive | Patric Ullaeus   |
| 2016 | That Song            | Maximalism        | Patric Ullaeus   |
| 2017 | Boomerang            | Maximalism        | Patric Ullaeus   |
| 2017 | Maximize             | Maximalism        | Ville Juurikkala |
| 2018 | 365                  | Helix             | Patric Ullaeus   |
| 2018 | Countdown            | Helix             | Patric Ullaeus   |
| 2019 | Dream                | Helix             | Jens De Vos      |
| 2019 | GG6                  | Helix             | Patric Ullaeus   |
| 2020 | Viral                | Manifest          | Marcus Overbeck  |
| 2020 | Strong               | Manifest          | Ville Juurikkala |
| 2020 | Archangel            | Manifest          |                  |
| 2020 | BOOM!1               | Manifest          | GRUPA 13         |
| 2021 | PvP                  | PvP               |                  |